# Вільям Стіл

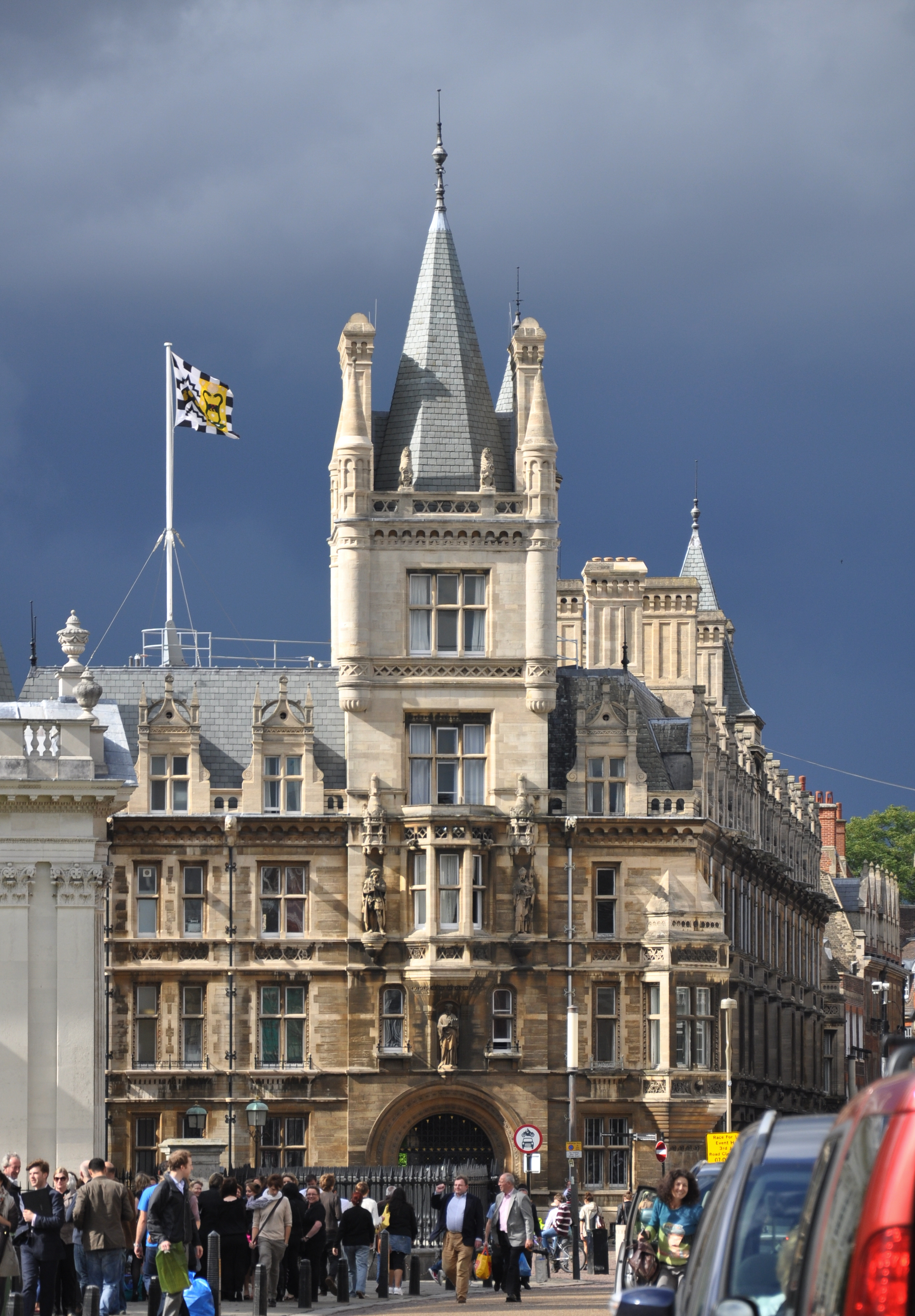
Коледж Кіз, Кембридж.

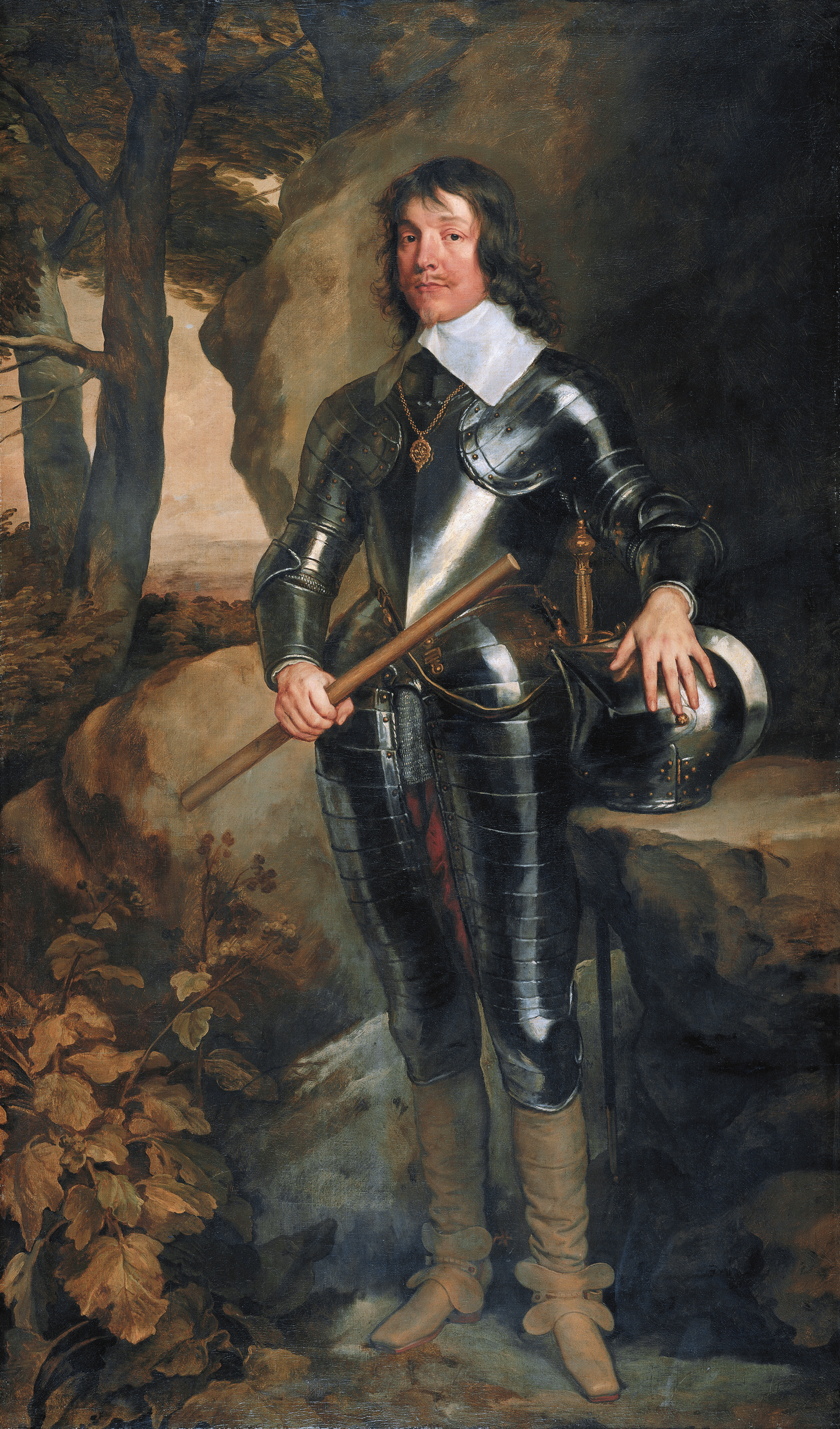
Джеймс Гамільтон – І герцог Гамільтон.

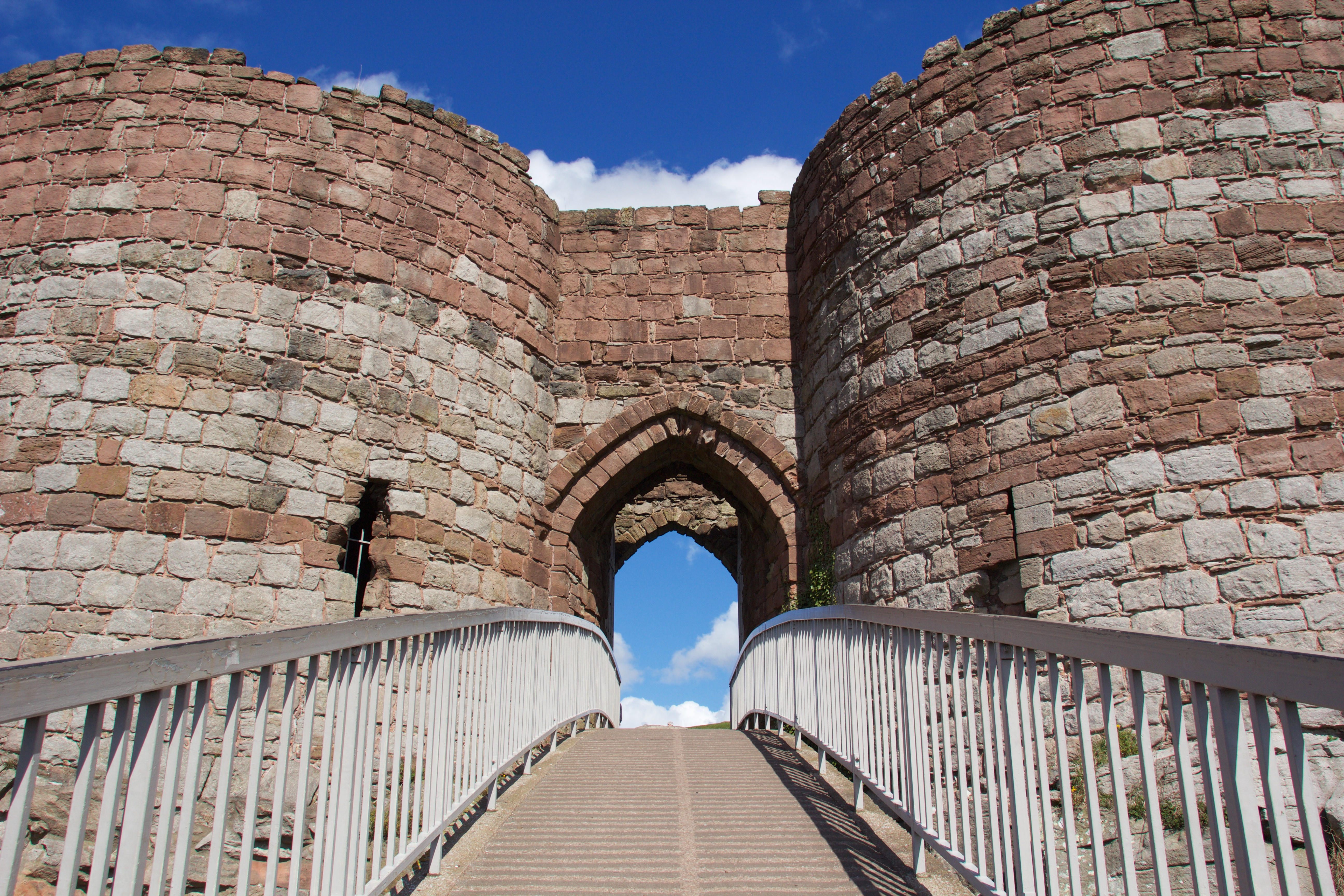
Замок Бістон-Кастл.

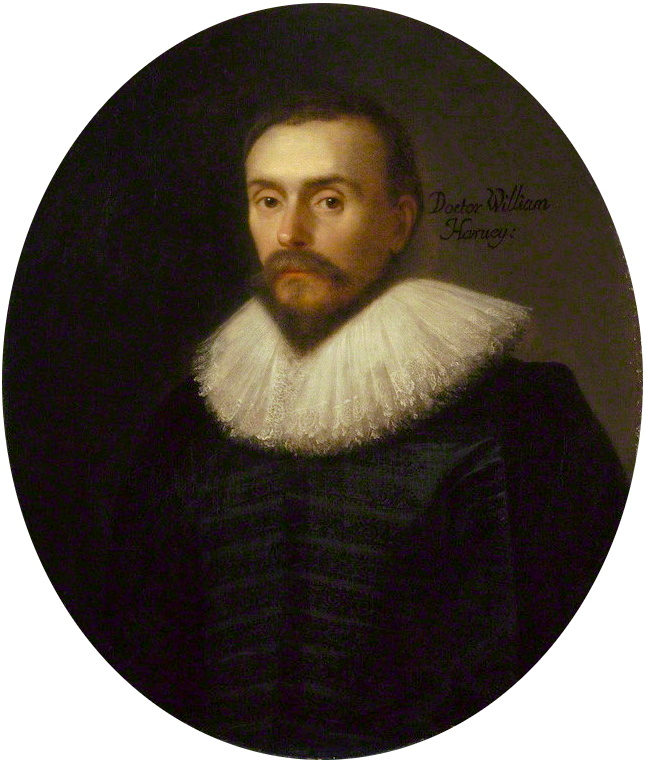
Вільям Гарвей (1578 – 1657) – видатний англійський вчений.

Вільям Стіл (нар. 19 серпня 1610, Сандбах – 1680) – англійський та ірландський юрист, суддя, політик, депутат Палати громад парламенту в 1654 році, головний барон казначейства Ірландії, лорд-канцлер Ірландії в 1656 – 1660 роках. 

## Життєпис
Вільям Стіл був сином Річарда Стіла з Сандбаха, графство Чешир, Англія і його дружини Сесілі Шоу. Вільям здобув освіту в коледжі Кіз, Кембридж. 
У 1648 році Вільям Стіл отримав посаду судового реєстратора Лондона. Він був одним із чотирьох адвокатів, призначених вести справу проти скинутого короля Англії Карла I у січні 1649 року, але хвороба завадила йому виконувати цей обов'язок. Однак через кілька днів він взяв участь у судовому переслідуванні Джеймса Гамільтона, І герцога Гамільтона та інших провідних роялістів. Вільям Стіл був обраний депутатом Палати громад парламенту Англії від міста Лондона в 1654 році. У 1655 році він отримав посаду головного барона казначейства Ірландії, а в 1656 році він був обраний лордом-канцлером Ірландії. Після падіння Річарда Кромвеля він був одним із п’яти комісарів, призначених у 1659 році для управління Ірландією. Наприкінці того ж року він повернувся до Англії, але відмовився брати участь у комітеті безпеки, до якого його призначили. Під час Реставрації монархії в Англії він отримав усі переваги Акту про відшкодування, але вважав доцільним деякий час пожити в Голландії. Однак він повернувся до Англії перед своєю смертю, наприкінці 1680 року.

## Родина
Вільям Стіл був племінником Томаса Стіла (помер у 1643 році), що був розстріляний за здачу замку Бістон під час громадянської війни на Британських островах. Його брат Лоуренс Стіл (народився в 1616 р.) був клерком Палати громад парламенту Ірландії з 1662 по 1697 рік. 
У 1638 році він вперше одружився з Елізабет Годфрі з Кента, донькою Річарда Годфрі, депутата парламенту Англії від Нью-Ромні та його дружини Мері Мойл. У 1662 році одружився з Мері Мелліш, вдовою Майкла Гарвея (брата відомого вченого Вільяма Гарвея). Мав дітей в обох шлюбах. Його дочка Мері Стіл (померла 1673 році) була дружиною Джорджа Боддінгтона (1646 – 1719), директора Банку Англії. Його онуком був письменник Річард Стіл (1672 – 1729), син Річарда Стіла Старшого, єдиного сина Вільяма від першого шлюбу, і його дружини Елінор Саймс (до шлюбу Шейлс). Старший Річард був адвокатом, що провів більшу частину свого життя в Ірландії. Він помер у 1676 році.